# Lichtensteinia crassijuga
Lichtensteinia crassijuga är en flockblommig växtart som beskrevs av Ernst Meyer och Otto Wilhelm Sonder. Lichtensteinia crassijuga ingår i släktet Lichtensteinia och familjen flockblommiga växter. Inga underarter finns listade i Catalogue of Life.